# Grądy (województwo opolskie)
Grądy – wieś w Polsce, położona w województwie opolskim, w powiecie nyskim, w gminie Otmuchów.
| SIMC    | Nazwa     | Rodzaj     |
| ------- | --------- | ---------- |
| 0500694 | Laskowice | przysiółek |
| 0500702 | Pasieki   | przysiółek |

Do sołectwa Grądy należą też przysiółki Laskowice i Pasieki oraz wieś Rysiowice.
W latach 1954–1959 wieś należała i była siedzibą władz gromady Grądy, po jej zniesieniu w gromadzie Otmuchów. W latach 1975–1998 miejscowość administracyjnie należała do ówczesnego województwa opolskiego.
Przez miejscowość przepływa rzeka Cielnica, dopływ Nysy Kłodzkiej.

## Historia
Od XIX w. wieś posiadała pieczęć gminną, na której wizerunku przedstawiono pole podzielone na dwie nierówne części, część prawa – większa – zawiera wizerunek chłopa siejącego ziarno, część lewa – mniejsza – ukazuje lemiesz pługa w słup.

## Turystyka
15 lipca 2010, w ramach organizowanego w Prudniku VI Europejskiego Tygodnia Turystyki Rowerowej, w którym wzięli udział rowerzyści z całej Europy, przez Grądy prowadziła trasa „Szlakiem błogosławionej Marii Luizy Merkert”.